# WikkaWiki
WikkaWiki es un software para wikis ligero escrito en PHP, que usa una base MySQL para guardar sus páginas. WikkaWiki es un fork de Wakka Wiki, al cual se le ha añadido un gran número de funciones nuevas. Fue concebido a fin de ser rápido, fiable, y seguro. Está bajo la licencia GPL.

## La idea detrás de Wikka
La flexibilidad de WikkaWiki y su capacidad de adaptarse a las necesidades de los usuarios – incluso desarrolladores no profesionales – son algunas de las funcionalidades más apreciadas de este software. Comparado con softwares para wiki más complejos, que poseen numerosas funcionalidades integradas, la meta de WikkaWiki es de mantener una base que sea lo más pequeña posible aunque desarrolle una arquitectura que permita una extensibilidad con módulos plugin. La última versión (1.4.2) salió el 19 de abril de 2020.

## Funcionalidades de Wikka
Unas de las funcionalidades que posee este software para wiki:
- Soporte para la inclusión de varios tipos de elementos:
  - imágenes;
  - Flash;
  - bases de datos;
  - código HTML asegurado;
  - fuentes RSS, con autodetección;
  - i-frames;
  - mapas y datos FreeMind;

- Avanzadas (pero opcionales) control de acceso, inscripción de usuarios, gestión de claves y perfiles de usuarios, para controlar el acceso de las páginas.

- Coloreado de sintaxis avanzado con GeSHi:
  - soporte para 68 lenguajes de programación;
  - salida configurable;
  - líneas numeradas (opcional);
  - indicadores sintácticos que enlazan directamente hacia documentación oficial;
  - Descarga automática de bloques de código de programación contenidos en una página wiki.

- Existen varias funcionalidades ligadas a cada página, incluso un sistema de control de versión completo, comentarios, categorías, búsqueda por palabra, duplicación de páginas, gestión avanzada de sitios que enlazan hacia la página, una interfaz de descarga de ficheros (upload/download), y un editor de texto GUI.

### Características útiles de Wikka
- Válido W3C XHTML 1.0 transicional y código CSS.
- Versión para imprimir definida en un fichero CSS.
- Herramientas avanzadas para publicar revisiones de páginas, como: 
  - Fuentes RSS para ver los últimos cambios;
  - Funcionalidad de cliente WikiPing, lo que permite la publicación de dichos cambios en un servidor remoto WikiPing.
- La función SmartTitle (título inteligente), que recupera de manera dinámica los títulos de la página dentro del texto de la página, lo que permite evitar que usuarios usen palabras CamelCase para crear títulos de páginas.
- Una instalación y puesta al día sencilla, con interfaz web, con la posibilidad de poner al día desde una previa instalación de WakkaWiki.
- Numerosos plugins creados por usuarios, para extender las funciones del wiki.Excelente

## Desarrollo
Futuras versiones podrán contener:
- Módulos de seguridad y de lucha contra el Spam.
- Herramientas para administrar el sitio y/o usuarios.
- Más grande configurabilidad (por ej., menús y carátulas que cada usuario podrá seleccionar/editar).
- Documentación para los usuarios generada de manera dinámica.
- API para la sindicación de contenido web de otros wikis.
- Soporte para Google Maps.

### Fin de su desarrollo
Con fecha 26 de agosto de 2021, en su repositorio oficial en github se anuncia que el proyecto ha sido archivado. Y, tanto en el sitio oficial, como en su repositorio en github, el responsable del proyecto comunica que wikkawiki no seguirá siendo desarrollada.

## Documentación
El servidor principal de Wikka propone documentación bastante completa y en continua reactualización, destinada a varias categorías de usuarios, del simple usuario al desarrollador. Ahora existe documentación en español (aún incompleta), así como unas páginas traducidas al francés.